# David VI de Geòrgia
David VI fou rei de Geòrgia des del 1246/1247 fins al 1270.
Quan Russudan va morir, el seu fill David estava de visita al gran kan dels mongols per ser investit. Aquestos governaven la Geòrgia Oriental alhora que la part occidental restava en mans de nobles locals. El país a la part oriental fou dividit en Douman, una espècie de districtes administratius, al cap dels quals estaven nobles georgians però sense un poder com el que tenien abans. Així els nobles van començar a conspirar i es va tenir una reunió per conspirar a Samtskhé, a la fortalesa de Kokhtastavi (prop d'Aspindza) que va ser descoberta i tots els conspiradors empresonats menys dos que es van salvar: Tsotné Dadiani i Kakhaber Dadiani, que havien sortit abans per reunir tropes.
El 1246 la noblesa, sense notícies de David, va decidir triar un nou rei, i va oferir la corona a David, fill il·legítim de Jordi IV Lasha que va ser enviat a la cort del gran kan. Però allí va trobar al rei David que esperava ser reconegut rei, car el kan mongol havia mort i no s'havia fet encara el kurultai (gran assemblea) que havia d'elegir el successor. Precisament el 1246 es va fer aquesta assemblea i va ser elegit Guyuk, net de Genguis Kan que va reconèixer als dos David com a reis però amb una preeminència del David fill de Jordi IV sobre el David fill de Russudan. Així se'ls va anomenar David Ulu (major) i David Narin (menor) o David VI i David VII.
A la tornada David VII no va tardar a marxar a Imerétia i David Ulu (VI) va quedar com a rei únic a l'est.
Es va casar amb Jigda Khanum (+ 1252) filla del soldà de Rum, i més tard en enviudar es va casar amb Gvantza (assassinada el 1263 per ordre del gran kan) que era viuda de Avag-Serge III Mkhargdzèli, Atabek i canceller, i filla de Kakhaber IV Kakhaberidze, eristhavi de Ratxa i Tavkveri.
L'augment insuportable dels impostos va provocar la revolta de David VI Ulu el 1260. Els mongols (ara Geòrgia depenia del kanat dels Il-kan, essent kan Hulagu, net de Genguis Kan) enviaren un exèrcit. Els feudals mongols no van sostenir al rei; només Sargis Djakéli de Samtskhé va restar al seu costat. Aquest va guanyar la primera batalla però la batalla principal va ser per als mongols, encara que amb tantes pèrdues que es van retirar. El 1261 van enviar un nou exèrcit sota el comandament d'Argun. El rei havia passat a Samtskhé i els mongols van anar cap allí i van devastar la regió però no van poder ocupar la fortalesa de Samtskhé-Tsikhis Djvari, i es van retirar. Però la resistència ja no es podia mantenir i el rei i Sargis van passar a Geòrgia Occidental on David Narin els va rebre amb honors però van tornar a començar les disputes sobre quin rei era el principal. Com que David Ulu no tenia suport a la part occidental, i com que els Il-kans i l'Horda d'Or estaven ara enfrontats i ambdós buscaven el suport de Geòrgia, David Ulu va demanar perdo a Hulagu i aquest, a canvi de la seva ajuda, li va permetre retornar a la Geòrgia Oriental. Poc després es reprengueren les hostilitats entre els Il-kan i el kanat de l'Horda d'Or i Geòrgia va ser teatre de combats entre ambdues parts. El 1265 l'horda d'or va assolar el territori entre els rius Iori i Mtkvari que van quedar convertides en desert. Al Daruband els Il-kan van aixecar un sistema de fortificacions (siba) que havia d'estar vigilat per georgians i mongols
Després d'això David i Sargis es van enemistar i aquest últim va perdre el Samtskhé que els mongols van convertir en un domini directe del kan.
El 1268 es va casar amb Isukhan filla d'un príncep mongol
David Ulu va morir d'una infecció a Tblisi el 1270